# Grupo Globo
Grupo Globo eller Organizações Globo er et brasiliansk privatejet mediekonglomerat, der er baseret i Rio de Janeiro. Virksomheden blev etableret i 1925 af Irineu Marinho.
De er engageret i tv, radio, aviser, magasiner, streaming, forlagsvirksomhed og produktion af film og tv.